# Knežja vas
Knežja vas este o localitate din comuna Trebnje, Slovenia, cu o populație de 70 de locuitori.